# Guanabara
Guanabara je mořský záliv na atlantickém pobřeží Brazílie. Na jeho březích žije asi 16 milionů obyvatel. Největší město je zde Rio de Janeiro.
Záliv objevil Portugalec Gaspar de Lemos 1. ledna 1502. Podle složení vody se domníval, že jde o ústí velké řeky a místo nazval „lednová řeka“ – Rio de Janeiro. Místo obývali indiáni a do roku 1555 jen nepatrný počet Portugalců. Toho roku se zde vylodili francouzští osadníci a francouzská kolonizace je spojena s názvem France antarctique. S událostí je spojeno i založení města Rio de Janeiro roku 1565.
Slovo Guanabara v indiánském jazyku Tupí-Guaraní znamená „náruč moře“.
Záliv vzniknul tektonickou depresí v období Kenozoiku. Ústí do něj několik řek a potoků (dvě z řek mají šířku ústí přes 3 km). Vodní plocha zálivu je 380 km², jeho rozměry jsou přibližně 28 km krát 31 km. Vstup do zálivu má šířku 1,5 km. Hloubka v zálivu kolísá od 3 do 17 m v ústí. Na západním břehu vstupu je známá „Cukrová homole“ (Pão de Açúcar). V zálivu a v ústí řek je na 130 ostrovů a ostrůvků – největší z nich je Gobernador, na kterém se nachází významné mezinárodní letiště Rio de Janeiro-Galeão.
Roku 1974 byl dán do provozu most Rio-Niterói spojující dvě největší města na pobřeží zálivu. Délka mostu je 14 km, výška nad hladinou až 72 m.
Na březích zálivu bylo původně na 260 km² mangrovů, na počátku 3. tisíciletí jich zbylo jen asi 60 km². Zmizely i kolonie ryb (decimované také místním rybolovem) a delfíni. Ekologii zálivu ničí po desetiletí nekontrolované vypouštění kanalizačních splašků a odpady z průmyslových závodů.